# 卡特琳娜·斯蒂芬尼迪
卡特琳娜·斯蒂芬尼迪（希臘語：Κατερίνα Στεφανίδη，羅馬化：Katerina Stefanidi，1990年2月4日—）是一名希腊女子撑杆跳高运动员，她以4.85米的成绩赢得2016年里约奥运会女子撑杆跳高金牌。她也参加过2012年奥运会撐竿跳高比賽，以4.25米的资格赛成绩未能进入决赛。她的室内最佳成绩是4.90米，室外最佳是4.86米。

## 外部連結
- 卡特琳娜·斯蒂芬尼迪在的頁面